# Liste der Kulturdenkmale in Hirschfelde (Zittau)

Lage des Ortsteils

In der Liste der Kulturdenkmale in Hirschfelde (Zittau) sind die Kulturdenkmale des Zittauer Ortsteils Hirschfelde verzeichnet, die bis September 2024 vom Landesamt für Denkmalpflege Sachsen erfasst wurden (ohne archäologische Kulturdenkmale). Die Anmerkungen sind zu beachten.

## Liste der Kulturdenkmale in Hirschfelde
| Bild                                    | Bezeichnung | Lage                                                                                 | Datierung                                                                   | Beschreibung | ID       |
| --------------------------------------- | --- | ------------------------------------------------------------------------------------ | --------------------------------------------------------------------------- | --- | -------- |
| Weitere Bilder                          | Wohnhaus (Umgebindehaus) | Am Angel 2 (Karte)                                                                   | Frühes 19. Jahrhundert                                                      | Baugeschichtlich und hausgeschichtlich von Bedeutung, Doppelstubenhaus | 09272733 |
| Weitere Bilder                          | Wohnhaus (Umgebindehaus) | Am Angel 4 (Karte)                                                                   | Vermutlich frühes 19. Jahrhundert                                           | Baugeschichtlich und hausgeschichtlich von Bedeutung, Doppelstubenhaus | 09272734 |
|                                         | Wohnhaus (Umgebindehaus) | Am Angel 8 (Karte)                                                                   | Vermutlich Mitte 18. Jahrhundert                                            | Baugeschichtlich und hausgeschichtlich von Bedeutung, Kreuzstrebenumgebinde, ortsbildprägend | 09272735 |
| Direkt Bild zu diesem Denkmal hochladen | Wohnhaus (ehemaliges Umgebindehaus) | Am Galgenberg 2 (alter Ortsteil Rosenthal) (Karte)                                   | Vermutlich noch 18. Jahrhundert                                             | Fachwerk, sozialgeschichtlich und hausgeschichtlich von Bedeutung | 09272833 |
| Direkt Bild zu diesem Denkmal hochladen | Wohnhaus (Umgebindehaus) | Am Galgenberg 3 (alter Ortsteil Rosenthal) (Karte)                                   | Vermutlich Mitte 18. Jahrhundert                                            | Baugeschichtlich und hausgeschichtlich von Bedeutung, Kreuzstrebenumgebinde, durch dominierende Lage enormer Blickfang (Ortsbild) | 09272841 |
| Direkt Bild zu diesem Denkmal hochladen | Wohnhaus (Umgebindehaus) | Am Galgenberg 4 (alter Ortsteil Rosenthal) (Karte)                                   | Mitte 18. Jahrhundert                                                       | Baugeschichtlich und hausgeschichtlich von Bedeutung, ortsbildprägend | 09272834 |
| Direkt Bild zu diesem Denkmal hochladen | Wohnhaus (Umgebindehaus) | Am Galgenberg 6 (alter Ortsteil Rosenthal) (Karte)                                   | Vermutlich 18. Jahrhundert                                                  | Baugeschichtlich und hausgeschichtlich von Bedeutung, ortsbildprägend, Fachwerk verbrettert | 09272835 |
| Direkt Bild zu diesem Denkmal hochladen | Wohnhaus (Umgebindehaus) | Am Galgenberg 8 (alter Ortsteil Rosenthal) (Karte)                                   | Vermutlich 18. Jahrhundert                                                  | Baugeschichtlich und hausgeschichtlich von Bedeutung, ortsbildprägend, Kreuzstrebenumgebinde | 09272836 |
| Direkt Bild zu diesem Denkmal hochladen | Wohnhaus (Umgebindehaus) | Am Galgenberg 12 (alter Ortsteil Rosenthal) (Karte)                                  | Etwa Mitte 18. Jahrhundert                                                  | Baugeschichtlich und hausgeschichtlich von Bedeutung, ortsbildprägend, einfacher Ständerbau | 09272837 |
| Direkt Bild zu diesem Denkmal hochladen | Wohnhaus (Umgebindehaus) | Am Galgenberg 16 (alter Ortsteil Rosenthal) (Karte)                                  | Vermutlich 18. Jahrhundert                                                  | Baugeschichtlich und hausgeschichtlich von Bedeutung, Kreuzstrebenumgebinde und Doppelstubenhaus, für Ortsbild wichtig (Blickbeziehung/Sichtachse) | 09272839 |
| Direkt Bild zu diesem Denkmal hochladen | Wohnhaus (Umgebindehaus) | Am Galgenberg 18 (alter Ortsteil Rosenthal) (Karte)                                  | Vermutlich 18. Jahrhundert                                                  | Baugeschichtlich und hausgeschichtlich von Bedeutung, einfacher Ständerbau | 09272840 |
| Direkt Bild zu diesem Denkmal hochladen | Wohnhaus (Umgebindehaus) | August-Bebel-Straße 3 (Karte)                                                        | Vermutlich frühes 18. Jahrhundert                                           | Baugeschichtlich und hausgeschichtlich von Bedeutung, Kreuzstrebenumgebinde | 09272717 |
| Weitere Bilder                          | Wohnhaus (Umgebindehaus) und Wirtschaftsgebäude (Speicher/Schuppen) | August-Bebel-Straße 4 (Karte)                                                        | Vermutlich Ende 18. Jahrhundert                                             | Baugeschichtlich, wirtschaftsgeschichtlich und hausgeschichtlich von Bedeutung, strebenreiches Fachwerk, straßenbildprägend | 09272695 |
| Direkt Bild zu diesem Denkmal hochladen | Wohnhaus (Umgebindehaus) | August-Bebel-Straße 11 (Karte)                                                       | Vermutlich um 1800                                                          | Baugeschichtlich und hausgeschichtlich von Bedeutung, strebenreiches Fachwerk | 09272716 |
| Direkt Bild zu diesem Denkmal hochladen | Wohnhaus (ehemaliges Umgebindehaus) | August-Bebel-Straße 12 (Karte)                                                       | Vermutlich um 1800                                                          | Fachwerk, baugeschichtlich und hausgeschichtlich von Bedeutung | 09272732 |
| Direkt Bild zu diesem Denkmal hochladen | Wohnhaus (ehemaliges Umgebindehaus) | August-Bebel-Straße 13 (Karte)                                                       | Vermutlich Ende 18. Jahrhundert                                             | Fachwerk, baugeschichtlich und hausgeschichtlich von Bedeutung, mit strebenreichem Fachwerk, straßenbildprägend | 09272715 |
| Direkt Bild zu diesem Denkmal hochladen | Scheune im Hof | August-Bebel-Straße 14 (Karte)                                                       | Um 1800                                                                     | Baugeschichtlich und wirtschaftsgeschichtlich von Bedeutung, Kreuzstrebenfachwerk | 09272697 |
| Direkt Bild zu diesem Denkmal hochladen | Wohnhaus (Umgebindehaus) | August-Bebel-Straße 16 (Karte)                                                       | Vermutlich 1. Hälfte 18. Jahrhundert                                        | Baugeschichtlich und hausgeschichtlich von Bedeutung, Doppelstubenhaus, Fachwerk zum Teil verbrettert | 09272696 |
| Direkt Bild zu diesem Denkmal hochladen | Wohnhaus (Umgebindehaus, Teil eines Doppelhauses) | August-Bebel-Straße 18 (Karte)                                                       | Vermutlich um 1800                                                          | Baugeschichtlich und hausgeschichtlich von Bedeutung, strebenreiches Fachwerk, straßenbildprägend | 09272698 |
| Direkt Bild zu diesem Denkmal hochladen | Wohnhaus (Umgebindehaus) | August-Bebel-Straße 19 (Karte)                                                       | Vermutlich 18. Jahrhundert                                                  | Baugeschichtlich und hausgeschichtlich von Bedeutung, Fachwerk verbrettert | 09272713 |
| Direkt Bild zu diesem Denkmal hochladen | Wohnhaus (ehemaliges Umgebindehaus) | August-Bebel-Straße 25 (Karte)                                                       | Vermutlich 18. Jahrhundert                                                  | Baugeschichtlich und hausgeschichtlich von Bedeutung, Kreuzstrebenfachwerk, straßenbildprägend | 09272711 |
| Direkt Bild zu diesem Denkmal hochladen | Wohnhaus (Umgebindehaus) | August-Bebel-Straße 27 (Karte)                                                       | Vermutlich 2. Hälfte 18. Jahrhundert                                        | Baugeschichtlich und hausgeschichtlich von Bedeutung, straßenbildprägend | 09272710 |
| Direkt Bild zu diesem Denkmal hochladen | Wohnhaus (Umgebindehaus) | August-Bebel-Straße 28 (Karte)                                                       | Vermutlich Ende 18. Jahrhundert                                             | Baugeschichtlich und hausgeschichtlich von Bedeutung, einfacher Ständerbau | 09272699 |
| Direkt Bild zu diesem Denkmal hochladen | Wohnhaus (Umgebindehaus) | August-Bebel-Straße 29 (Karte)                                                       | Vermutlich 2. Hälfte 18. Jahrhundert                                        | Baugeschichtlich, kunstgeschichtlich und hausgeschichtlich von Bedeutung, Doppelstubenhaus, straßenbildprägend und guter Originalzustand | 09272709 |
| Direkt Bild zu diesem Denkmal hochladen | Wohnhaus (Umgebindehaus) | August-Bebel-Straße 33 (Karte)                                                       | Vermutlich 18. Jahrhundert                                                  | Baugeschichtlich und hausgeschichtlich von Bedeutung, Kreuzstrebenumgebinde, straßenbildprägend und guter Originalzustand | 09272712 |
| Direkt Bild zu diesem Denkmal hochladen | Wohnhaus (Umgebindehaus) | August-Bebel-Straße 36 (Karte)                                                       | Vermutlich 18. Jahrhundert                                                  | Baugeschichtlich und hausgeschichtlich von Bedeutung, Fachwerk verbrettert | 09272700 |
| Direkt Bild zu diesem Denkmal hochladen | Wohnhaus (Umgebindehaus) | August-Bebel-Straße 38 (Karte)                                                       | Vermutlich Mitte 18. Jahrhundert                                            | Baugeschichtlich und hausgeschichtlich von Bedeutung, Fachwerk verbrettert | 09272701 |
| Direkt Bild zu diesem Denkmal hochladen | Wohnhaus (Umgebindehaus) | August-Bebel-Straße 40 (Karte)                                                       | Vermutlich Ende 18. Jahrhundert                                             | Baugeschichtlich und hausgeschichtlich von Bedeutung, Doppelstubenhaus und strebenreiches Fachwerk, straßenbildprägend | 09272702 |
| Direkt Bild zu diesem Denkmal hochladen | Wohnhaus (ehemaliges Umgebindehaus) | August-Bebel-Straße 48 (Karte)                                                       | Vermutlich Mitte 18. Jahrhundert                                            | Baugeschichtlich und hausgeschichtlich von Bedeutung, Kreuzstrebenfachwerk | 09272703 |
| Direkt Bild zu diesem Denkmal hochladen | Kriegerdenkmal auf der Redoute, für die im Ersten Weltkrieg Gefallenen aus Hirschfelde, Rohnau und Rosenthal | August-Bebel-Straße, hinter August-Bebel-Straße 50 und Clara-Zetkin-Straße 2 (Karte) | Weihe 1931                                                                  | Ortsgeschichtlich von Bedeutung | 09271246 |
| Direkt Bild zu diesem Denkmal hochladen | Wohnhaus (Umgebindehaus) | Bergblick 1 (alter Ortsteil Rosenthal) (Karte)                                       | Vermutlich um 1800                                                          | Baugeschichtlich und hausgeschichtlich von Bedeutung, einfacher Ständerbau | 09272849 |
| Direkt Bild zu diesem Denkmal hochladen | Wohnhaus (Umgebindehaus) | Bergblick 2 (alter Ortsteil Rosenthal) (Karte)                                       | Vermutlich noch 18. Jahrhundert                                             | Baugeschichtlich und hausgeschichtlich von Bedeutung, seltener Drempelgeschossbau, Fachwerk verbrettert | 09272848 |
| Direkt Bild zu diesem Denkmal hochladen | Wohnhaus | Bergstraße 1 (Karte)                                                                 | 18. Jahrhundert                                                             | Obergeschoss teils Fachwerk, an der vorderen Giebelseite Laden mit Vorbau, Krüppelwalmdach, baugeschichtliche Bedeutung | 09307059 |
| Direkt Bild zu diesem Denkmal hochladen | Wohnhaus (Umgebindehaus) | Bergstraße 2 (alter Ortsteil Rosenthal) (Karte)                                      | Vermutlich um 1800                                                          | Baugeschichtlich und hausgeschichtlich von Bedeutung | 09272823 |
| Direkt Bild zu diesem Denkmal hochladen | Wohnhaus (Umgebindehaus) | Bergstraße 3 (alter Ortsteil Rosenthal) (Karte)                                      | Vermutlich 18. Jahrhundert                                                  | Baugeschichtlich und hausgeschichtlich von Bedeutung, Kreuzstrebenumgebinde | 09272825 |
| Direkt Bild zu diesem Denkmal hochladen | Restaurant und Pferdeställe (zur Flachsspinnerei gehörig) | Bergstraße 4 (Hauptanschrift Neißtalweg 1, alter Ortsteil Rosenthal) (Karte)         | Um 1880                                                                     | Baugeschichtlich und ortsgeschichtlich von Bedeutung | 09300564 |
| Direkt Bild zu diesem Denkmal hochladen | Wohnhaus (Umgebindehaus) | Bergstraße 5 (alter Ortsteil Rosenthal) (Karte)                                      | Vermutlich 18. Jahrhundert                                                  | Baugeschichtlich und hausgeschichtlich von Bedeutung, Kreuzstrebenumgebinde, ortsbildprägend | 09272826 |
| Direkt Bild zu diesem Denkmal hochladen | Wohnhaus (Umgebindehaus) | Bergstraße 7 (alter Ortsteil Rosenthal) (Karte)                                      | Vermutlich 18. Jahrhundert                                                  | Baugeschichtlich und hausgeschichtlich von Bedeutung, Kreuzstrebenumgebinde und Doppelstubenhaus, ortsbildprägend | 09272827 |
| Direkt Bild zu diesem Denkmal hochladen | Wohnhaus (Umgebindehaus) | Bergstraße 8 (alter Ortsteil Rosenthal) (Karte)                                      | Vermutlich 18. Jahrhundert                                                  | Baugeschichtlich und hausgeschichtlich von Bedeutung, Kreuzstrebenumgebinde und Doppelstubenhaus | 09272824 |
| Direkt Bild zu diesem Denkmal hochladen | Wohnhaus (ehemaliges Umgebindehaus) | Bergstraße 9 (alter Ortsteil Rosenthal) (Karte)                                      | Vermutlich 18. Jahrhundert                                                  | Baugeschichtlich, sozialgeschichtlich und hausgeschichtlich von Bedeutung, Kreuzstrebenfachwerk | 09272828 |
| Direkt Bild zu diesem Denkmal hochladen | Wohnhaus (Umgebindehaus) | Bergstraße 11 (alter Ortsteil Rosenthal) (Karte)                                     | Vermutlich um 1750                                                          | Baugeschichtlich, sozialgeschichtlich und hausgeschichtlich von Bedeutung, Kreuzstrebenumgebinde | 09272829 |
| Direkt Bild zu diesem Denkmal hochladen | Wohnhaus (Umgebindehaus) | Bergstraße 13 (alter Ortsteil Rosenthal) (Karte)                                     | 1837                                                                        | Baugeschichtlich und hausgeschichtlich von Bedeutung, ortsbildprägend | 09272830 |
| Direkt Bild zu diesem Denkmal hochladen | Wohnhaus (Umgebindehaus) | Bergstraße 15 (alter Ortsteil Rosenthal) (Karte)                                     | Vermutlich 18. Jahrhundert                                                  | Baugeschichtlich und hausgeschichtlich von Bedeutung, Fachwerk verbrettert | 09272831 |
| Direkt Bild zu diesem Denkmal hochladen | Wohnhaus (Umgebindehaus) | Bergstraße 19 (alter Ortsteil Rosenthal) (Karte)                                     | Vermutlich 18. Jahrhundert                                                  | Baugeschichtlich und hausgeschichtlich von Bedeutung, Fachwerk verbrettert | 09272832 |
| Weitere Bilder                          | Wohnhaus (Umgebindehaus) und Scheune im Hof | Ernst-Thälmann-Platz 2 (Karte)                                                       | Bezeichnet mit 1803                                                         | Ortsbildprägend, das Wohnhaus im Türstock bezeichnet mit 1803, das Umgebinde mit Profilsäulen, Scheune in Fachwerk, für Ortsbild und Sichtbeziehung von Bedeutung, baugeschichtlich und wirtschaftsgeschichtlich von Bedeutung | 09272764 |
| Weitere Bilder                          | Wohnhaus (Umgebindehaus) | Ernst-Thälmann-Platz 3 (Karte)                                                       | Vermutlich 2. Hälfte 18. Jahrhundert                                        | Baugeschichtlich und hausgeschichtlich von Bedeutung, ortsbildprägend, Fachwerk mit Kopfstreben | 09272788 |
| Weitere Bilder                          | Wohnhaus (Umgebindehaus) und Seitengebäude im Hof | Ernst-Thälmann-Platz 4 (Karte)                                                       | Bezeichnet mit 1804                                                         | Ortsbildprägendes Umgebindehaus, das Umgebinde mit Profilsäulen, schönes Eingangsportal (Granittürstock) bezeichnet mit 1804, Seitengebäude in Fachwerkbauweise, wichtig für Ortsbild und Sichtbeziehung, städtebauliche und baugeschichtliche Bedeutung | 09272763 |
|                                         | Mietshaus, vom Typus in geschlossener Bebauung | Ernst-Thälmann-Platz 5 (Karte)                                                       | Ende 19. Jahrhundert                                                        | Baugeschichtlich und stadtentwicklungsgeschichtlich von Bedeutung, ortsbildprägend, historisierend mit platzbildprägendem Erker | 09272789 |
| Weitere Bilder                          | Wohnhaus (Vorlaubenhaus), ehemals Schmiede | Ernst-Thälmann-Platz 6 (Karte)                                                       | Ende 18. Jahrhundert                                                        | Ortsgeschichtlich und baugeschichtlich von Bedeutung, ortsbildprägend, Vorlaube auf massiven Säulen | 09272784 |
| Weitere Bilder                          | Wohnhaus | Ernst-Thälmann-Platz 8 (Karte)                                                       | Ende 18. Jahrhundert                                                        | Baugeschichtlich und hausgeschichtlich von Bedeutung, Vorlaubenhaus auf Profilsäulen, ortsbildprägend, strebenreiches Fachwerk | 09272785 |
| Weitere Bilder                          | Wohnhaus (Umgebindehaus) | Ernst-Thälmann-Platz 9 (Karte)                                                       | 18. Jahrhundert                                                             | Baugeschichtlich und hausgeschichtlich von Bedeutung, Vorlaubenhaus auf Profilsäulen, ortsbildprägend | 09272790 |
|                                         | Gasthof | Ernst-Thälmann-Platz 10 (Karte)                                                      | Im Kern 18. Jahrhundert                                                     | Baugeschichtlich und ortsgeschichtlich von Bedeutung, ortsbildprägend | 09272786 |
|                                         | Gasthof | Ernst-Thälmann-Platz 12 (Karte)                                                      | Mitte 19. Jahrhundert, später verändert                                     | Ortsgeschichtlich von Bedeutung, ortsbildprägend | 09272787 |
|                                         | Gasthof Zum Hirsch | Ernst-Thälmann-Platz 13 (Karte)                                                      | Bezeichnet mit 1848                                                         | Baugeschichtlich und ortsgeschichtlich von Bedeutung, ortsbildprägend, mit Sandsteinportal; ehemals denkmalgeschützte Scheune im Hof 2009 oder 2010 abgerissen | 09272791 |
| Direkt Bild zu diesem Denkmal hochladen | Kontor der Flachsspinnerei und separat stehendes Fabriktor | Flachsspinnereistraße 5 (alter Ortsteil Rosenthal) (Karte)                           | 1880                                                                        | Dreiflügeliger Bau, baugeschichtlich, ortsgeschichtlich und technikgeschichtlich von Bedeutung, neogotische Elemente | 09300562 |
| Direkt Bild zu diesem Denkmal hochladen | Flachsmagazin (auf der rechten Seite der Kemmlitz) | Flachsspinnereistraße 20a (alter Ortsteil Rosenthal) (Karte)                         | Um 1880                                                                     | Baugeschichtlich und hausgeschichtlich von Bedeutung | 09300563 |
| Weitere Bilder                          | Flachsspinnerei mit allen erhaltenen Gebäuden des Haupthofs (dabei Zwirnerei und Wickel mit Durchfahrt, Hauptbau, Mahlmühle als ältester Bau der Gesamtanlage und Mehl-Magazin, sowie die Schneidemühle am Holzhof, Flachsspinnereistraße 22a, zugehörig auch das Kontor Flachsspinnereistraße 5 und die Magazin Flachsspinnereistraße 20a, sowie die Gebäude von Neißtalweg 1 und Ziehberg 1) | Flachsspinnereistraße 22, 22a (alter Ortsteil Rosenthal) (Karte)                     | 18. Jahrhundert (Mahlmühle); um 1800 (Fabrik)                               | Baugeschichtlich, ortsgeschichtlich und technikgeschichtlich von Bedeutung, größtenteils Gründerzeitbauten mit neogotischen Anklängen | 09272867 |
| Weitere Bilder                          | Wohnhaus (Umgebindehaus) | Friedensgasse 1 (Karte)                                                              | Vermutlich Mitte 18. Jahrhundert                                            | Baugeschichtlich und hausgeschichtlich von Bedeutung, Doppelstubenhaus, für Ortsbild wichtig (Sichtbeziehung) | 09272816 |
|                                         | Wohnhaus (Umgebindehaus) | Friedensgasse 3 (Karte)                                                              | Vermutlich um 1750                                                          | Baugeschichtlich und hausgeschichtlich von Bedeutung, Fachwerk verbrettert | 09272817 |
| Direkt Bild zu diesem Denkmal hochladen | Wohnhaus (Umgebindehaus) | Friedrich-Linke-Straße 3 (Karte)                                                     | Vermutlich 18. Jahrhundert                                                  | Baugeschichtlich und hausgeschichtlich von Bedeutung, Kreuzstrebenumgebinde und Doppelstubenhaus | 09272818 |
|                                         | Fabrikantenvilla mit parkähnlichem Gartengrundstück | Goethestraße 2 (Karte)                                                               | Ende 19. Jahrhundert                                                        | Baugeschichtlich und ortsgeschichtlich von Bedeutung, spätklassizistische Anklänge | 09272762 |
| Direkt Bild zu diesem Denkmal hochladen | Wirtschaftsgebäude (Scheune mit kleinem Wohntrakt) | Goethestraße 10 (Karte)                                                              | Vermutlich 18. Jahrhundert                                                  | Baugeschichtlich, wirtschaftsgeschichtlich und hausgeschichtlich von Bedeutung, Kreuzstrebenfachwerk und Kopfstreben | 09272761 |
| Weitere Bilder                          | Wohnhaus | Görlitzer Straße 1 (Karte)                                                           | 18. Jahrhundert                                                             | Baugeschichtlich und hausgeschichtlich von Bedeutung, ortsbildprägend, Vorlaubenhaus mit Vorlauben (zum Teil mit Profilsäulen) zur Görlitzer Straße und zum Ernst-Thälmann-Platz (Markt) | 09272783 |
| Weitere Bilder                          | Wohnhaus (Umgebindehaus mit späterem Ladeneinbau) | Görlitzer Straße 4 (Karte)                                                           | Vermutlich 18. und 19. Jahrhundert                                          | Baugeschichtlich und hausgeschichtlich von Bedeutung, straßenbildprägend | 09272760 |
| Weitere Bilder                          | Wohnhaus (Umgebindehaus) | Görlitzer Straße 7 (Karte)                                                           | Bezeichnet mit 1817                                                         | Baugeschichtlich, sozialgeschichtlich und hausgeschichtlich von Bedeutung, mit markanten Profilsäulen, straßenbildprägend, im prächtigen Türstock bezeichnet mit 1817 (darüber Balkon), vermutlich ehemalige Faktorei | 09272759 |
|                                         | Wohnhaus (Umgebindehaus) | Görlitzer Straße 8 (Karte)                                                           | Vermutlich 1. Hälfte 19. Jahrhundert                                        | Baugeschichtlich und hausgeschichtlich von Bedeutung | 09272758 |
| Direkt Bild zu diesem Denkmal hochladen | Wohnhaus | Görlitzer Straße 10 (Karte)                                                          | Vermutlich um 1860/1870                                                     | Baugeschichtlich und stadtentwicklungsgeschichtlich von Bedeutung, ein Gründerzeithaus | 09272757 |
| Direkt Bild zu diesem Denkmal hochladen | Villa | Görlitzer Straße 12 (Karte)                                                          | Um 1900                                                                     | Baugeschichtlich und ortsgeschichtlich von Bedeutung, straßenbildprägender Bau,historistisch mit prächtigem Zierfachwerk und Eckturm | 09272754 |
| Direkt Bild zu diesem Denkmal hochladen | Villa | Görlitzer Straße 14 (Karte)                                                          | Um 1900                                                                     | Baugeschichtlich und ortsgeschichtlich von Bedeutung, noch historisierend mit prächtigem Zierfachwerkgiebel | 09272753 |
| Direkt Bild zu diesem Denkmal hochladen | Wohnhaus (Umgebindehaus) mit massivem Seitenflügel | Görlitzer Straße 16 (Karte)                                                          | Vermutlich 18. Jahrhundert                                                  | Baugeschichtlich und hausgeschichtlich von Bedeutung | 09272751 |
| Weitere Bilder                          | Wohnhaus (Nr. 17, Umgebinde-Doppelstubenhaus) mit Seitengebäude (Nr. 17a, Fachwerk) im Hof | Görlitzer Straße 17, 17a (Karte)                                                     | Vermutlich Mitte 18. Jahrhundert                                            | Baugeschichtlich, wirtschaftsgeschichtlich und hausgeschichtlich von Bedeutung, ortsbildprägend | 09272756 |
| Weitere Bilder                          | Wohnhaus (Umgebindehaus) | Görlitzer Straße 19 (Karte)                                                          | Vermutlich Mitte 18. Jahrhundert                                            | Baugeschichtlich und hausgeschichtlich von Bedeutung, Doppelstubenhaus, in gutem Originalzustand | 09272755 |
|                                         | Wohnhaus (Umgebindehaus) mit Seitenflügel zum Hof | Görlitzer Straße 20 (Karte)                                                          | Vermutlich Ende 18. Jahrhundert                                             | Baugeschichtlich und hausgeschichtlich von Bedeutung | 09272749 |
| Direkt Bild zu diesem Denkmal hochladen | Wohnhaus | Görlitzer Straße 21 (Karte)                                                          | Um 1870                                                                     | Baugeschichtlich und stadtentwicklungsgeschichtlich von Bedeutung, spätklassizistische Fassade | 09272752 |
|                                         | Wohnhaus (Umgebindehaus) | Görlitzer Straße 22 (Karte)                                                          | Vermutlich 18. Jahrhundert                                                  | Baugeschichtlich und hausgeschichtlich von Bedeutung, straßenbildprägend, Doppelstubenhaus, strebenreiches Fachwerk | 09272748 |
| Direkt Bild zu diesem Denkmal hochladen | Wohnhaus | Görlitzer Straße 27 (Karte)                                                          | Um 1900                                                                     | Baugeschichtlich und stadtentwicklungsgeschichtlich von Bedeutung, historistisch, klassizistisch | 09272747 |
| Direkt Bild zu diesem Denkmal hochladen | Vierseithof mit Wohnstallhaus (Umgebindehaus) und drei Wirtschaftsgebäuden | Görlitzer Straße 30 (Karte)                                                          | 18. Jahrhundert (Wohnstallhaus); 1. Hälfte 19. Jahrhundert (Seitengebäude)  | Baugeschichtlich, sozialgeschichtlich, wirtschaftsgeschichtlich und hausgeschichtlich von Bedeutung, ein Wirtschaftsgebäude mit Oberlaube, Kreuzstrebenfachwerk und eingebautem Stübchen (Umgebinde), in seltener Geschlossenheit erhaltener Bauernhof | 09272746 |
| Direkt Bild zu diesem Denkmal hochladen | Villa | Görlitzer Straße 43 (Karte)                                                          | 1920er Jahre                                                                | Ortsgeschichtlich und baugeschichtlich von Bedeutung, Klinkerbau mit Anklängen an die Neue Sachlichkeit, vermutlich im Zusammenhang mit dem Großkraftwerk entstanden | 09302451 |
| Direkt Bild zu diesem Denkmal hochladen | Wohnhaus (vermutlich ehemaliges Umgebindehaus) | Hintergasse 3 (Karte)                                                                | Vermutlich Ende 18. Jahrhundert                                             | Fachwerk, baugeschichtlich und hausgeschichtlich von Bedeutung | 09272718 |
| Direkt Bild zu diesem Denkmal hochladen | Wohnhaus (Umgebindehaus) | Im Winkel 2 (alter Ortsteil Rosenthal) (Karte)                                       | Vermutlich um 1800                                                          | Baugeschichtlich und hausgeschichtlich von Bedeutung | 09272850 |
| Direkt Bild zu diesem Denkmal hochladen | Wohnhaus (Umgebindehaus) | Im Winkel 3 (alter Ortsteil Rosenthal) (Karte)                                       | Vermutlich um 1800                                                          | Baugeschichtlich und hausgeschichtlich von Bedeutung, Doppelstubenhaus, ortsbildprägend | 09272852 |
| Direkt Bild zu diesem Denkmal hochladen | Wohnhaus (Umgebindehaus) | Im Winkel 4 (alter Ortsteil Rosenthal) (Karte)                                       | Vermutlich um 1800                                                          | Baugeschichtlich und hausgeschichtlich von Bedeutung, Doppelstubenhaus, ortsbildprägend | 09272851 |
| Direkt Bild zu diesem Denkmal hochladen | Wohnhaus (Umgebindehaus) | Im Winkel 5 (alter Ortsteil Rosenthal) (Karte)                                       | Vermutlich um 1800                                                          | Baugeschichtlich und hausgeschichtlich von Bedeutung, ortsbildprägend | 09272853 |
| Direkt Bild zu diesem Denkmal hochladen | Villa mit Einfriedung | Kirchgasse 2 (Karte)                                                                 | Bezeichnet mit 1896                                                         | Baugeschichtlich und städtebaulich von Bedeutung, ein Bau im Stil der Neorenaissance, straßenbildprägender Eckturm und Altanvorbau | 09272741 |
| Direkt Bild zu diesem Denkmal hochladen | Wohnhaus (ehemaliges Umgebindehaus) | Komturgasse 1 (Karte)                                                                | Vermutlich 1. Hälfte 19. Jahrhundert                                        | Fachwerk, baugeschichtlich und hausgeschichtlich von Bedeutung | 09272729 |
| Direkt Bild zu diesem Denkmal hochladen | Wohnhaus (Umgebindehaus) | Komturgasse 5 (Karte)                                                                | Vermutlich 18. Jahrhundert                                                  | Baugeschichtlich und hausgeschichtlich von Bedeutung | 09272728 |
|                                         | Wohnhaus (Umgebindehaus) | Komturgasse 7 (Karte)                                                                | Ende 18. Jahrhundert                                                        | Baugeschichtlich, kunstgeschichtlich und hausgeschichtlich von Bedeutung, Doppelstubenhaus, schönes Eingangsportal (Granittürstock), Umgebinde mit Profilsäulen, entstrebiges Fachwerk | 09272727 |
| Direkt Bild zu diesem Denkmal hochladen | Wohnstallhaus eines ehemaligen Dreiseithofes | Komturgasse 8 (Karte)                                                                | Ende 18. Jahrhundert / Anfang 19. Jahrhundert                               | Baugeschichtlich und ortsbildprägend von Bedeutung, einer der seltenen bäuerlichen Massivbauten im Ort mit schönem Korbbogenportal | 09301447 |
|                                         | Zur Pilgerherberge umgebautes Wohnhaus (Umgebindehaus) und im Hof Katholische Kirche St. Konrad von Parzham | Komturgasse 9 (Karte)                                                                | Vermutlich 1. Hälfte 19. Jahrhundert (Wohnhaus); 1935 (Kirche)              | Baugeschichtlich, ortsgeschichtlich und hausgeschichtlich von Bedeutung, die Kirche ein Bau im Heimatstil | 09272726 |
| Direkt Bild zu diesem Denkmal hochladen | Wohnhaus (Umgebindehaus) | Komturgasse 10 (Karte)                                                               | Vermutlich Mitte 18. Jahrhundert                                            | Baugeschichtlich und hausgeschichtlich von Bedeutung, Fachwerk verbrettert | 09272725 |
| Direkt Bild zu diesem Denkmal hochladen | Wohnhaus (Umgebindehaus) | Komturgasse 12 (Karte)                                                               | Vermutlich 2. Hälfte 18. Jahrhundert                                        | Baugeschichtlich und hausgeschichtlich von Bedeutung | 09272724 |
| Direkt Bild zu diesem Denkmal hochladen | Wohnhaus (Umgebindehaus) mit rückwärtigem Seitenflügel (Umgebinde) | Komturgasse 13 (Karte)                                                               | Vermutlich 1. Hälfte 19. Jahrhundert                                        | Baugeschichtlich und hausgeschichtlich von Bedeutung, Umgebinde mit Profilsäulen | 09272723 |
| Weitere Bilder                          | Wohnhaus (Umgebindehaus) | Komturgasse 15 (Karte)                                                               | Vermutlich 18. Jahrhundert                                                  | Baugeschichtlich und hausgeschichtlich von Bedeutung, Doppelstubenhaus, Fachwerk verbrettert | 09272722 |
|                                         | Wohnhaus (ehemaliges Umgebindehaus) | Komturgasse 20 (Karte)                                                               | Vermutlich im Kern nach 1700                                                | Baugeschichtlich und hausgeschichtlich von Bedeutung, Kreuzstrebenfachwerk | 09272721 |
|                                         | Wohnhaus (Umgebindehaus) | Komturgasse 22 (Karte)                                                               | Vermutlich Ende 18. Jahrhundert                                             | Baugeschichtlich und hausgeschichtlich von Bedeutung, Doppelstubenhaus | 09272720 |
| Direkt Bild zu diesem Denkmal hochladen | Wohnhaus (Umgebindehaus) | Komturgasse 24 (Karte)                                                               | Vermutlich Mitte 18. Jahrhundert                                            | Baugeschichtlich und hausgeschichtlich von Bedeutung, Vorlaubenhaus, Fachwerk verbrettert | 09272719 |
| Direkt Bild zu diesem Denkmal hochladen | Gasthof | Mittelweg 1 (alter Ortsteil Rosenthal) (Karte)                                       | Bezeichnet mit 1877                                                         | Ortsgeschichtlich und baugeschichtlich von Bedeutung, ein Gründerzeitgebäude | 09272864 |
| Direkt Bild zu diesem Denkmal hochladen | Wohnhaus (Umgebindehaus) | Mittelweg 3 (alter Ortsteil Rosenthal) (Karte)                                       | Vermutlich 18. Jahrhundert                                                  | Baugeschichtlich und hausgeschichtlich von Bedeutung, Kreuzstrebenumgebinde | 09272861 |
| Direkt Bild zu diesem Denkmal hochladen | Wohnhaus (ehemaliges Umgebindehaus) | Mittelweg 4 (alter Ortsteil Rosenthal) (Karte)                                       | 18. Jahrhundert                                                             | Fachwerk, baugeschichtlich und hausgeschichtlich von Bedeutung, Kreuzstrebenfachwerk | 09272860 |
| Direkt Bild zu diesem Denkmal hochladen | Wohnhaus (Umgebindehaus) | Mittelweg 8 (alter Ortsteil Rosenthal) (Karte)                                       | Vermutlich noch 18. Jahrhundert                                             | Baugeschichtlich und hausgeschichtlich von Bedeutung, Fachwerk verbrettert | 09272858 |
| Direkt Bild zu diesem Denkmal hochladen | Wohnhaus (Umgebindehaus) | Mittelweg 12 (alter Ortsteil Rosenthal) (Karte)                                      | Vermutlich um 1800                                                          | Baugeschichtlich, sozialgeschichtlich und hausgeschichtlich von Bedeutung | 09272862 |
|                                         | Wohnhaus (mit späterem Ladeneinbau) und Speichergebäude/Schuppen (Kreuzstrebenfachwerk) im Hof | Neißgasse 2 (Karte)                                                                  | Vermutlich Ende 18. Jahrhundert (im Kern); um 1800 (Schuppen)               | Städtebaulich und baugeschichtlich von Bedeutung, ortsbildprägend am Ernst-Thälmann-Platz (Markt) | 09272767 |
| Weitere Bilder                          | Wohnstallhaus (Umgebindehaus) | Neißgasse 3 (Karte)                                                                  | Vermutlich um 1800                                                          | Baugeschichtlich und hausgeschichtlich von Bedeutung, sehr breites Umgebinde mit Profilsäulen, straßenbildprägend | 09272766 |
| Direkt Bild zu diesem Denkmal hochladen | Kleiner Schuppen im Hof | Neißgasse 4 (Karte)                                                                  | Eventuell um 1800                                                           | Baugeschichtlich von Bedeutung, Blockständerbau | 09272768 |
| Weitere Bilder                          | Wohnhaus (Umgebindehaus) | Neißgasse 6 (Karte)                                                                  | Vermutlich 18. Jahrhundert                                                  | Baugeschichtlich und hausgeschichtlich von Bedeutung, Doppelstubenhaus, straßenbildprägend | 09272769 |
|                                         | Wohnhaus (Umgebindehaus) | Neißgasse 8 (Karte)                                                                  | Vermutlich noch 18. Jahrhundert                                             | Baugeschichtlich und hausgeschichtlich von Bedeutung | 09272770 |
|                                         | Wohnhaus (Umgebindehaus) | Neißgasse 10 (Karte)                                                                 | Bezeichnet mit 1828                                                         | Baugeschichtlich und hausgeschichtlich von Bedeutung, Umgebinde mit Profilsäulen, schönes Eingangsportal, im Türstock bezeichnet mit 1828 | 09272771 |
| Weitere Bilder                          | Wohnhaus (Umgebindehaus) | Neißgasse 12 (Karte)                                                                 | Vermutlich frühes 19. Jahrhundert                                           | Baugeschichtlich und hausgeschichtlich von Bedeutung | 09272772 |
| Direkt Bild zu diesem Denkmal hochladen | Restaurant und Pferdeställe (zur Flachsspinnerei gehörig) | Neißtalweg 1 (Bergstraße 4, alter Ortsteil Rosenthal) (Karte)                        | Um 1880                                                                     | Baugeschichtlich und ortsgeschichtlich von Bedeutung | 09300564 |
| Direkt Bild zu diesem Denkmal hochladen | Wohnhaus (Umgebindehaus) | Neißtalweg 3 (alter Ortsteil Rosenthal) (Karte)                                      | Vermutlich 18. Jahrhundert                                                  | Baugeschichtlich und hausgeschichtlich von Bedeutung | 09272819 |
| Direkt Bild zu diesem Denkmal hochladen | Wohnhaus (Umgebindehaus) | Neißtalweg 11 (alter Ortsteil Rosenthal) (Karte)                                     | Vermutlich 2. Hälfte 18. Jahrhundert                                        | Baugeschichtlich und hausgeschichtlich von Bedeutung, Doppelstubenhaus und Kreuzstrebenumgebinde | 09272821 |
| Direkt Bild zu diesem Denkmal hochladen | Wohnhaus (Umgebindehaus) | Neißtalweg 13 (alter Ortsteil Rosenthal) (Karte)                                     | Vermutlich 2. Hälfte 18. Jahrhundert                                        | Baugeschichtlich und hausgeschichtlich von Bedeutung, Kreuzstrebenumgebinde | 09272822 |
|                                         | Zwei Eisenbahnbrücken über die Lausitzer Neiße (die Neißebrücken gehören Polen, die Oderbrücken Deutschland) der Strecke Görlitz–Zittau | Neißtalweg 15 (bei), km 10,027 ZN (Karte)                                            | 1875 (gesamte Strecke); nach 1945 (Brücken)                                 | Brücken jeweils aus einem Stahlbogen mit in Naturstein gemauerten Widerlagern, verkehrsgeschichtlich und technikgeschichtlich von Bedeutung | 09302622 |
| Direkt Bild zu diesem Denkmal hochladen | Wohnhaus (Umgebindehaus) | Pfarrgasse 1 (Karte)                                                                 | Vermutlich spätes 18. Jahrhundert                                           | Baugeschichtlich und hausgeschichtlich von Bedeutung | 09272736 |
| Direkt Bild zu diesem Denkmal hochladen | Wohnhaus (Umgebindehaus) | Pfarrgasse 4 (Karte)                                                                 | Vermutlich um 1800                                                          | Baugeschichtlich und hausgeschichtlich von Bedeutung | 09272740 |
| Direkt Bild zu diesem Denkmal hochladen | Wohnhaus (Umgebindehaus) | Pfarrgasse 5 (Karte)                                                                 | Vermutlich 2. Hälfte 18. Jahrhundert                                        | Baugeschichtlich und hausgeschichtlich von Bedeutung, Umgebinde mit Profilsäulen | 09272737 |
| Direkt Bild zu diesem Denkmal hochladen | Wohnhaus (Umgebindehaus) | Pfarrgasse 7 (Karte)                                                                 | Vermutlich um 1750                                                          | Baugeschichtlich und hausgeschichtlich von Bedeutung, Kreuzstrebenumgebinde, straßenbildprägend | 09272738 |
|                                         | Peter-Pauls-Kirche und Kirchhof Hirschfelde (Sachgesamtheit) | Pfarrgasse 8, zwischen Pfarrgasse und Kirchgasse (Karte)                             | 14. Jahrhundert und später (Kirche); 19. Jahrhundert oder früher (Kirchhof) | Sachgesamtheit Peter-Pauls-Kirche und Kirchhof Hirschfelde mit folgenden Einzeldenkmalen: Kirche St. Peter und Paul, Kirchhofsmauer und -tor sowie mehrere Grabmale (siehe auch Einzeldenkmal 09272782), sowie mit folgenden Sachgesamtheitsteilen: Kirchhof (gärtnerisch gestalteter Friedhof, Gartendenkmal); baugeschichtlich, kunstgeschichtlich und ortsgeschichtlich von Bedeutung, barock überformter mittelalterlicher Kirchenbau, ortsbildprägend | 09302453 |
| Direkt Bild zu diesem Denkmal hochladen | Kirche, Kirchhofsmauer und -tor sowie mehrere Grabmale (Einzeldenkmale zu ID-Nr. 09302453) | Pfarrgasse 8, zwischen Pfarrgasse und Kirchgasse (Karte)                             | 14. Jahrhundert und später                                                  | Einzeldenkmale der Sachgesamtheit Peter-Pauls-Kirche und Kirchhof Hirschfelde; baugeschichtlich, kunstgeschichtlich und ortsgeschichtlich von Bedeutung, barock überformter mittelalterlicher Kirchenbau, ortsbildprägend | 09272782 |
| Direkt Bild zu diesem Denkmal hochladen | Wohnhaus (Umgebindehaus) | Pfarrgasse 9 (Karte)                                                                 | Vermutlich Mitte 18. Jahrhundert                                            | Baugeschichtlich und hausgeschichtlich von Bedeutung, Doppelstubenhaus und Kreuzstrebenumgebinde, schöner Holztürstock, guter Originalzustand, straßenbildprägend | 09272739 |
| Direkt Bild zu diesem Denkmal hochladen | Pfarrhaus | Pfarrgasse 11 (Karte)                                                                | 19. Jahrhundert, im Kern älter (womöglich 15. Jahrhundert)                  | Baugeschichtlich, hausgeschichtlich und ortsgeschichtlich von Bedeutung, im Kern vielleicht ehemalige Johanniter-Komturei | 09302450 |
| Weitere Bilder                          | Wohnhaus (Umgebindehaus) | Rosenstraße 1 (Karte)                                                                | Vermutlich Ende 18. Jahrhundert                                             | Baugeschichtlich, sozialgeschichtlich und hausgeschichtlich von Bedeutung, schönes Eingangsportal (Sandsteintürstock), Fachwerk verbrettert, ortsbildprägend | 09272815 |
| Weitere Bilder                          | Wohnhaus (Umgebindehaus) | Rosenstraße 2 (Karte)                                                                | Vermutlich um 1800                                                          | Baugeschichtlich und hausgeschichtlich von Bedeutung, Umgebinde mit Profilsäulen | 09272806 |
| Direkt Bild zu diesem Denkmal hochladen | Wohn- und Geschäftshaus | Rosenstraße 2a (Karte)                                                               | Um 1900                                                                     | Baugeschichtlich und stadtentwicklungsgeschichtlich von Bedeutung, ortsbildprägend, ein Gründerzeitbau mit Balkonen | 09272805 |
|                                         | Gemeindeamt (vermutlich ehemaliges Gasthaus) sowie Nebengebäude und Scheune im Hof | Rosenstraße 3, 3a (Karte)                                                            | Vermutlich Mitte 19. Jahrhundert                                            | Ortsgeschichtlich von Bedeutung, straßenbildprägende Gründerzeitbauten | 09272814 |
| Direkt Bild zu diesem Denkmal hochladen | Wohnhaus (ehemaliges Wohnstallhaus), Teil eines früheren Vierseithofes | Rosenstraße 5 (Karte)                                                                | Etwa um 1860                                                                | Baugeschichtlich, sozialgeschichtlich und ortsgeschichtlich von Bedeutung, ein früher Gründerzeitbau | 09272813 |
| Weitere Bilder                          | Wohnhaus (Umgebindehaus) | Rosenstraße 6 (Karte)                                                                | Vermutlich um 1800                                                          | Baugeschichtlich und hausgeschichtlich von Bedeutung | 09272807 |
| Weitere Bilder                          | Wohnhaus (Umgebindehaus) | Rosenstraße 7 (Karte)                                                                | Vermutlich noch 18. Jahrhundert                                             | Baugeschichtlich und hausgeschichtlich von Bedeutung | 09272812 |
| Weitere Bilder                          | Wohnhaus (Umgebindehaus) | Rosenstraße 9 (Karte)                                                                | Vermutlich Mitte 18. Jahrhundert                                            | Baugeschichtlich und hausgeschichtlich von Bedeutung, Doppelstubenhaus und Kreuzstrebenfachwerk | 09272811 |
| Weitere Bilder                          | Wohnhaus (Umgebindehaus) | Rosenstraße 13 (Karte)                                                               | Vermutlich um 1800                                                          | Baugeschichtlich und hausgeschichtlich von Bedeutung, Doppelstubenhaus, straßenbildprägend | 09272810 |
| Weitere Bilder                          | Wohnhaus (ehemaliges Umgebindehaus) | Rosenstraße 15 (Karte)                                                               | Vermutlich Ende 18. Jahrhundert                                             | Fachwerk, baugeschichtlich und hausgeschichtlich von Bedeutung, Kreuzstrebenfachwerk, straßenbildprägend | 09272809 |
| Weitere Bilder                          | Wohnhaus (Umgebindehaus) | Rosenstraße 18 (Karte)                                                               | Bezeichnet mit 1802                                                         | Baugeschichtlich und hausgeschichtlich von Bedeutung, im Sandsteintürstock bezeichnet mit 1802, ortsbildprägend | 09272808 |
| Direkt Bild zu diesem Denkmal hochladen | Wirtschaftsgebäude, Teil eines Dreiseithofes | Schlegler Straße 1 (alter Ortsteil Rosenthal) (Karte)                                | Vermutlich um 1800                                                          | Wirtschaftsgeschichtlich und baugeschichtlich von Bedeutung, mit kurzer Oberlaube | 09272865 |
| Direkt Bild zu diesem Denkmal hochladen | Wohnhaus (Umgebindehaus) | Schlegler Straße 4 (alter Ortsteil Rosenthal) (Karte)                                | Vermutlich noch 18. Jahrhundert                                             | Baugeschichtlich und hausgeschichtlich von Bedeutung, Fachwerk verbrettert | 09272863 |
| Weitere Bilder                          | Wohnhaus (Umgebindehaus) | Steinsgasse 1 (Karte)                                                                | Im Kern 18. Jahrhundert                                                     | Baugeschichtlich und hausgeschichtlich von Bedeutung, Fachwerk ornamental verschiefert, straßenbildprägend | 09272773 |
| Direkt Bild zu diesem Denkmal hochladen | Wohnhaus (Umgebindehaus) | Steinsgasse 7 (Karte)                                                                | Vermutlich Ende 18. Jahrhundert                                             | Baugeschichtlich und hausgeschichtlich von Bedeutung | 09272774 |
|                                         | Wohnhaus (Umgebindehaus) | Steinsgasse 8 (Karte)                                                                | Vermutlich Ende 18. Jahrhundert                                             | Baugeschichtlich und hausgeschichtlich von Bedeutung, Doppelstubenhaus | 09272780 |
| Direkt Bild zu diesem Denkmal hochladen | Wohnhaus (Umgebindehaus) | Steinsgasse 9 (Karte)                                                                | Vermutlich um 1800                                                          | Baugeschichtlich und hausgeschichtlich von Bedeutung, schönes Eingangsportal (Granittürstock) | 09272775 |
| Direkt Bild zu diesem Denkmal hochladen | Wohnhaus (ehemaliges Umgebindehaus) | Steinsgasse 10 (Karte)                                                               | Vermutlich 18. Jahrhundert                                                  | Fachwerk, hausgeschichtlich von Bedeutung, Kreuzstrebenfachwerk | 09272779 |
|                                         | Wohnhaus (Umgebindehaus) | Steinsgasse 13 (Karte)                                                               | Vermutlich frühes 19. Jahrhundert                                           | Baugeschichtlich und hausgeschichtlich von Bedeutung, Doppelstubenhaus | 09272776 |
|                                         | Wohnhaus (Umgebindehaus) | Steinsgasse 15 (Karte)                                                               | Vermutlich frühes 19. Jahrhundert                                           | Baugeschichtlich und hausgeschichtlich von Bedeutung, Doppelstubenhaus | 09272777 |
| Direkt Bild zu diesem Denkmal hochladen | Wohnhaus | Straße der Jugend 1 (Karte)                                                          | Vermutlich Mitte 19. Jahrhundert                                            | Fachwerk, baugeschichtlich und hausgeschichtlich von Bedeutung, ortsbildprägende Lage am Kirchhof | 09272743 |
| Direkt Bild zu diesem Denkmal hochladen | Wohnhaus (Umgebindehaus) | Straße der Jugend 3 (Karte)                                                          | Bezeichnet mit 1811                                                         | Baugeschichtlich und hausgeschichtlich von Bedeutung, prachtvolles Eingangsportal bezeichnet mit 1811, Doppelstubenhaus und strebenreiches Fachwerk, straßenbildprägend | 09272744 |
| Direkt Bild zu diesem Denkmal hochladen | Wohnhaus (Umgebindehaus) mit massivem Seitenflügel | Straße der Jugend 4 (Karte)                                                          | Vermutlich um 1800                                                          | Baugeschichtlich und hausgeschichtlich von Bedeutung, Spannriegel mit Scheitelzapfen, strebenreiches Fachwerk | 09272742 |
| Direkt Bild zu diesem Denkmal hochladen | Wohnhaus in offener Bebauung | Straße der Jugend 7 (Karte)                                                          | Um 1900                                                                     | Baugeschichtlich und stadtentwicklungsgeschichtlich von Bedeutung, ein Gründerzeithaus | 09272745 |
| Direkt Bild zu diesem Denkmal hochladen | Wohnhaus in offener Bebauung | Straße der Jugend 8 (Karte)                                                          | Um 1870                                                                     | Baugeschichtlich und stadtentwicklungsgeschichtlich von Bedeutung, ein Gründerzeithaus | 09272781 |
| Weitere Bilder                          | Zierportal einer Straßenbrücke mit Gießmannsdorfer Wehr über die Lausitzer Neiße | Straße zum Kraftwerk (Karte)                                                         | Um 1920                                                                     | Aufwendig gestaltete, stilisierte Aufzugsvorrichtung für die Plattenschütze an der Oberstromseite der Brücke, von besonderer baukünstlerischer Bedeutung, Wehr ursprünglich im Kontext mit dem Kraftwerk Hirschfelde stehend und als Straßenbrücke die Verbindung zur nicht mehr existierenden Gemeinde Gießmannsdorf herstellend, Brückenfragment damit auch von verkehrs- und ortsgeschichtlicher Bedeutung; die Straßenbrücke wurde 2011 abgerissen, das Zierportal blieb allerdings erhalten und wurde in der Nähe des ehemaligen Brückenstandortes aufgestellt | 09304588 |
| Weitere Bilder                          | Braunkohle-Kraftwerk Hirschfelde (Maschinenhalle Werk II, mit Verwaltungskopfbau) | Straße zum Kraftwerk 3c (Karte)                                                      | 1929                                                                        | Technikgeschichtlich und baugeschichtlich von Bedeutung, ein Klinkerbau, erstes sächsisches Großkraftwerk (1911 in Betrieb genommen) | 09301446 |
| Direkt Bild zu diesem Denkmal hochladen | Wohnhaus (ehemaliges Umgebindehaus) | Teichweg 1 (Karte)                                                                   | Vermutlich noch 1. Hälfte 18. Jahrhundert                                   | Fachwerk, baugeschichtlich und hausgeschichtlich von Bedeutung, Kreuzstrebenfachwerk | 09272708 |
| Direkt Bild zu diesem Denkmal hochladen | Wohnhaus (Umgebindehaus) | Teichweg 3 (Karte)                                                                   | Vermutlich 1. Hälfte 18. Jahrhundert                                        | Hausgeschichtlich von Bedeutung | 09272707 |
| Direkt Bild zu diesem Denkmal hochladen | Wohnhaus (ehemaliges Umgebindehaus) | Teichweg 5 (Karte)                                                                   | Vermutlich um 1800                                                          | Fachwerk, baugeschichtlich und hausgeschichtlich von Bedeutung, ehemaliges Doppelstubenhaus | 09272706 |
| Direkt Bild zu diesem Denkmal hochladen | Wohnhaus (Umgebindehaus) | Teichweg 9 (Karte)                                                                   | Vermutlich 1. Hälfte 18. Jahrhundert                                        | Baugeschichtlich und hausgeschichtlich von Bedeutung, Kreuzstrebenumgebinde | 09272705 |
|                                         | Wohnhaus (Umgebindehaus) | Teichweg 17 (Karte)                                                                  | Vermutlich frühes 19. Jahrhundert                                           | Baugeschichtlich und hausgeschichtlich von Bedeutung, Doppelstubenhaus, strebenreiches Fachwerk, Giebel verbrettert, ortsbildprägend (ausgesprochener Blickfang) | 09272704 |
| Direkt Bild zu diesem Denkmal hochladen | Wohnhaus (Umgebindehaus) | Viebiggasse 2 (Karte)                                                                | 1815                                                                        | Baugeschichtlich und hausgeschichtlich von Bedeutung, Doppelstubenhaus, teilweise Kreuzstrebenumgebinde | 09272730 |
| Direkt Bild zu diesem Denkmal hochladen | Wohnhaus (Umgebindehaus) | Viebiggasse 4 (Karte)                                                                | Vermutlich 1. Hälfte 18. Jahrhundert                                        | Baugeschichtlich und hausgeschichtlich von Bedeutung | 09272731 |
| Direkt Bild zu diesem Denkmal hochladen | Wohnhaus (Umgebindehaus) | Waldweg 1 (alter Ortsteil Rosenthal) (Karte)                                         | Vermutlich 18. Jahrhundert                                                  | Baugeschichtlich, sozialgeschichtlich und hausgeschichtlich von Bedeutung, Kreuzstrebenumgebinde | 09272859 |
| Direkt Bild zu diesem Denkmal hochladen | Wohnhaus (Umgebindehaus) | Waldweg 4 (alter Ortsteil Rosenthal) (Karte)                                         | Etwa um 1800                                                                | Baugeschichtlich und hausgeschichtlich von Bedeutung, Vorlaubenhaus, Fachwerk teilweise verbrettert, schönes Eingangsportal (Granittürstock) | 09272854 |
| Direkt Bild zu diesem Denkmal hochladen | Wohnhaus (Umgebindehaus) | Waldweg 8 (alter Ortsteil Rosenthal) (Karte)                                         | Vermutlich frühes 19. Jahrhundert                                           | Baugeschichtlich und hausgeschichtlich von Bedeutung, Doppelstubenhaus | 09272855 |
| Direkt Bild zu diesem Denkmal hochladen | Wohnhaus (Umgebindehaus) | Waldweg 10 (alter Ortsteil Rosenthal) (Karte)                                        | Vermutlich um 1800                                                          | Baugeschichtlich und hausgeschichtlich von Bedeutung, Fachwerk verbrettert | 09272856 |
| Direkt Bild zu diesem Denkmal hochladen | Fabrikantenvilla der Flachsspinnerei | Ziehberg 1 (alter Ortsteil Rosenthal) (Karte)                                        | Zeitraum 1912/1914                                                          | Baugeschichtlich und ortsgeschichtlich von Bedeutung, ein Bau im Reformstil um 1915 (Neobiedermeier) | 09272866 |
| Direkt Bild zu diesem Denkmal hochladen | Wohnhaus (Umgebindehaus) | Ziehberg 2 (alter Ortsteil Rosenthal) (Karte)                                        | Bezeichnet mit 1756                                                         | Baugeschichtlich, sozialgeschichtlich und hausgeschichtlich von Bedeutung, der schöne Türstock bezeichnet mit 1756, ortsbildprägend (Blickbeziehung), vermutlich ehemalige Faktorei | 09272844 |
| Direkt Bild zu diesem Denkmal hochladen | Wohnhaus (Umgebindehaus) | Ziehberg 3 (alter Ortsteil Rosenthal) (Karte)                                        | Vermutlich 18. Jahrhundert                                                  | Baugeschichtlich und hausgeschichtlich von Bedeutung, Kreuzstrebenumgebinde, straßenbildprägend | 09272842 |
| Direkt Bild zu diesem Denkmal hochladen | Wohnhaus (Umgebindehaus) | Ziehberg 5 (alter Ortsteil Rosenthal) (Karte)                                        | Vermutlich Mitte 18. Jahrhundert                                            | Baugeschichtlich und hausgeschichtlich von Bedeutung, strebenreiches Fachwerk, straßenbildprägend | 09272843 |
| Direkt Bild zu diesem Denkmal hochladen | Wohnhaus (Umgebindehaus) | Ziehberg 6 (alter Ortsteil Rosenthal) (Karte)                                        | Vermutlich um 1800                                                          | Baugeschichtlich und hausgeschichtlich von Bedeutung, guter Originalzustand, ortsbildprägend | 09272846 |
| Direkt Bild zu diesem Denkmal hochladen | Wohnhaus (Umgebindehaus) | Ziehberg 7 (alter Ortsteil Rosenthal) (Karte)                                        | Vermutlich Mitte 18. Jahrhundert                                            | Baugeschichtlich und hausgeschichtlich von Bedeutung, Kreuzstrebenumgebinde | 09272845 |
| Direkt Bild zu diesem Denkmal hochladen | Wohnhaus (Umgebindehaus) | Ziehberg 11 (alter Ortsteil Rosenthal) (Karte)                                       | Vermutlich 1. Hälfte 19. Jahrhundert                                        | Baugeschichtlich und hausgeschichtlich von Bedeutung, für Ortsbild wichtig (Sichtbeziehung) | 09272847 |
| Direkt Bild zu diesem Denkmal hochladen | Wirtschaftsgebäude (mit Kumthalle) im Hof | Zittauer Straße 1 (Karte)                                                            | Mitte 19. Jahrhundert                                                       | Wirtschaftsgeschichtlich von Bedeutung | 09272792 |
| Weitere Bilder                          | Wohnhaus (Umgebindehaus) | Zittauer Straße 3 (Karte)                                                            | Um 1840                                                                     | Baugeschichtlich und hausgeschichtlich von Bedeutung, Umgebinde mit Profilsäulen, straßenbildprägend | 09272793 |
|                                         | Wohnstallhaus und zwei Scheunen (Nr. 5) sowie Wohn- und Wirtschaftsgebäude (Nr. 5a) eines ehemaligen Bauernhofes (Vierseithof) | Zittauer Straße 5, 5a (Karte)                                                        | Ende 18. Jahrhundert                                                        | Baugeschichtlich und sozialgeschichtlich von Bedeutung, geschlossen erhaltener großer Vierseithof, größtenteils Fachwerkbauten | 09272794 |
| Weitere Bilder                          | Wohnhaus (Umgebindehaus) | Zittauer Straße 6 (Karte)                                                            | 1. Hälfte 19. Jahrhundert                                                   | Baugeschichtlich, sozialgeschichtlich und hausgeschichtlich von Bedeutung, schönes Eingangsportal (Sandsteintürstock), Spannriegel mit Scheitelzapfen, ortsbildprägend | 09272798 |
| Weitere Bilder                          | Wohnhaus (Umgebindehaus) | Zittauer Straße 7 (Karte)                                                            | Bezeichnet mit 1791                                                         | Baugeschichtlich und hausgeschichtlich von Bedeutung, schöner Holztürstock bezeichnet mit 1791 (barocke Tür) | 09272795 |
|                                         | Unterstand (Nr. 9a) | Zittauer Straße 9a (Karte)                                                           | Anfang 20. Jahrhundert                                                      | Baugeschichtlich und wirtschaftsgeschichtlich von Bedeutung, profilierte Stützen, straßenbildprägend (Nr. 9: Scheune mit Kreuzstrebenfachwerk vor 2008 abgebrochen) | 09272796 |
|                                         | Wohnhaus (wohl ehemaliges Umgebindehaus) und Wirtschaftsgebäude (mit Kumthalle) | Zittauer Straße 10 (Karte)                                                           | Ende 18. Jahrhundert (Wohnhaus); 2. Hälfte 19. Jahrhundert (Seitengebäude)  | Baugeschichtlich, wirtschaftsgeschichtlich, sozialgeschichtlich und hausgeschichtlich von Bedeutung, das Wohnhaus mit strebenreichem Fachwerk, ortsbildprägend | 09272799 |
| Direkt Bild zu diesem Denkmal hochladen | Wohnhaus (vermutlich ehemaliges Umgebindehaus) | Zittauer Straße 12 (Karte)                                                           | Ende 18. Jahrhundert                                                        | Baugeschichtlich und hausgeschichtlich von Bedeutung, strebenreiches Fachwerk, ortsbildprägend | 09272800 |
|                                         | Wohnhaus (ehemaliges Umgebindehaus) | Zittauer Straße 14 (Karte)                                                           | Um 1800                                                                     | Baugeschichtlich und hausgeschichtlich von Bedeutung, strebenreiches Fachwerk, ortsbildprägend | 09272801 |
| Weitere Bilder                          | Wohnhaus (Umgebindehaus) | Zittauer Straße 18 (Karte)                                                           | Ende 18. Jahrhundert                                                        | Baugeschichtlich, sozialgeschichtlich und hausgeschichtlich von Bedeutung, Kreuzstrebenumgebinde, ortsbildprägend | 09272802 |
| Direkt Bild zu diesem Denkmal hochladen | Wohnhaus (ehemaliger Gasthof?) in zwei Flügeln | Zittauer Straße 21 (Karte)                                                           | Um 1860                                                                     | Baugeschichtlich und städtebaulich von Bedeutung, spätklassizistisch, straßenbildprägend | 09272797 |

## Streichungen von der Denkmalliste
| Bild                                    | Bezeichnung                                                         | Lage                 | Datierung                 | Beschreibung | ID       |
| --------------------------------------- | ------------------------------------------------------------------- | -------------------- | ------------------------- | --- | -------- |
| Weitere Bilder                          | Güterschuppen an der Eisenbahnstrecke Görlitz–Zittau (Neißetalbahn) | Am Bahnhof 1 (Karte) | 1875                      | Baugeschichtlich und verkehrsgeschichtlich von Bedeutung, unverputzte Ziegelsteinbauten der Gründerzeit. Ehemals denkmalgeschütztes Empfangsgebäude 2016 abgerissen; verbliebener Güterschuppen 2019 abgerissen. | 09302968 |
| Direkt Bild zu diesem Denkmal hochladen | Wohnhaus                                                            | Neißgasse 1 (Karte)  | 2. Hälfte 19. Jahrhundert | Baugeschichtlich von Bedeutung, ein früher Gründerzeitbau. Zwischen 2010 und 2014 abgerissen. | 09272765 |

## Tabellenlegende
- Bild: Bild des Kulturdenkmals, ggf. zusätzlich mit einem Link zu weiteren Fotos des Kulturdenkmals im Medienarchiv Wikimedia Commons. Wenn man auf das Kamerasymbol klickt, können Fotos zu Kulturdenkmalen aus dieser Liste hochgeladen werden:
- Bezeichnung: Denkmalgeschützte Objekte und ggf. Bauwerksname des Kulturdenkmals
- Lage: Straßenname und Hausnummer oder Flurstücknummer des Kulturdenkmals. Die Grundsortierung der Liste erfolgt nach dieser Adresse. Der Link (Karte) führt zu verschiedenen Kartendiensten mit der Position des Kulturdenkmals. Fehlt dieser Link, wurden die Koordinaten noch nicht eingetragen. Sind diese bekannt, können sie über ein Tool mit einer Kartenansicht einfach nachgetragen werden. In dieser Kartenansicht sind Kulturdenkmale ohne Koordinaten mit einem roten bzw. orangen Marker dargestellt und können durch Verschieben auf die richtige Position in der Karte mit Koordinaten versehen werden. Kulturdenkmale ohne Bild sind an einem blauen bzw. roten Marker erkennbar.
- Datierung: Baubeginn, Fertigstellung, Datum der Erstnennung oder grobe zeitliche Einordnung entsprechend des Eintrags in der sächsischen Denkmaldatenbank
- Beschreibung: Kurzcharakteristik des Kulturdenkmals entsprechend des Eintrags in der sächsischen Denkmaldatenbank, ggf. ergänzt durch die dort nur selten veröffentlichten Erfassungstexte oder zusätzliche Informationen
- ID: Vom Landesamt für Denkmalpflege Sachsen vergebene, das Kulturdenkmal eindeutig identifizierende Objekt-Nummer. Der Link führt zum PDF-Denkmaldokument des Landesamtes für Denkmalpflege Sachsen. Bei ehemaligen Kulturdenkmalen können die Objektnummern unbekannt sein und deshalb fehlen bzw. die Links von aus der Datenbank entfernten Objektnummern ins Leere führen. Ein ggf. vorhandenes Icon  führt zu den Angaben des Kulturdenkmals bei Wikidata.